# Блискавичник

Схема найпростішого блискавичника будівлі

Блискави́чник (також блискавковідві́д)  — пристрій, який сприймає удар блискавки та відводить її струм у землю й призначений для захисту будинків та інших споруд від руйнівної дії блискавки. Назви громозвід, громовідхильник і громовідвід (калька з рос. громоотвод) є некоректними, оскільки грім — це акустичний ефект, а блискавичник відводить безпосередньо розряд.
Вважається, що блискавичник був винайдений Бенджаміном Франкліном в 1752 році, хоча є свідчення про існування конструкцій із блискавичниками й до цієї дати (наприклад, Нев'янська вежа, паперові змії Жака Рому). Того ж 1752 року французький фізик Тома-Франсуа Далібар провів експеримент на підтвердження гіпотези Франкліна про те, що блискавка є електричним явищем. Він встановив стрижень висотою 40 футів. Вважається, що Далібар використовував пляшки вина, щоб заземлити стрижень. Він успішно видобув електрику з низької хмари. Невідомо, чи виконував Франклін цей запропонований ним же експеримент.
Згідно з Правилами улаштування електроустановок монтаж блискавичника є обов'язковим, якщо на даній місцевості спостерігається більше 20 гроз протягом року.
Складається із трьох зв'язаних між собою частин:
- блискавкоприймач (англ. lightning rod на рисунку) — частина блискавичника, призначена для перехоплення блискавок[1]; слугує для прийому розряду блискавки й розташовується в зоні можливого контакту з каналом блискавки. Залежно від особливостей об'єкта захисту, може бути природним (металева покрівля об'єкта, металева ферма тощо) або штучним (спеціально змонтований металевий штир, сітка із провідного матеріалу або металевий трос, натягнутий над об'єктом захисту).
- струмозводи (англ. wire на рисунку) — провідники, що слугують для відводу заряду від блискавкоприймача до заземлювача. Вони також можуть бути природними (наприклад, арматура залізобетонних будівельних конструкцій об'єкта захисту) або штучними (зазвичай являють собою провідники досить великого перерізу)
- заземлювач блискавкозахисту (англ. ground rod на рисунку) — провідник або кілька з'єднаних між собою провідників, що мають електричний контакт з ґрунтом; може являти собою наприклад заглиблену в ґрунт металеву плиту.

Мінімальний переріз кожного з перерахованих елементів, залежно від матеріалу, з якого вони виготовлені, наведено в таблиці 7 ДСТУ Б В.2.5-38:2008.
Елементи блискавичника з'єднуються між собою й закріплюються на опорній конструкції. Оскільки ймовірність влучення у наземний об'єкт блискавкою зростає зі збільшенням його висоти, блискавкоприймач розташовується на якомога вище. Блискавичник може як встановлюватись безпосередньо на об'єкті захисту, так і ізольовано від нього, на певній відстані (в такому разі він має назву блискавичник, що стоїть окремо). Іноді блискавичник вбудовується в декоративні елементи будинку або споруди.

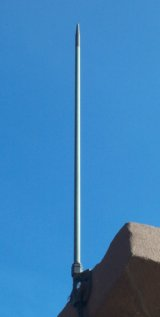
Блискавкоприймач
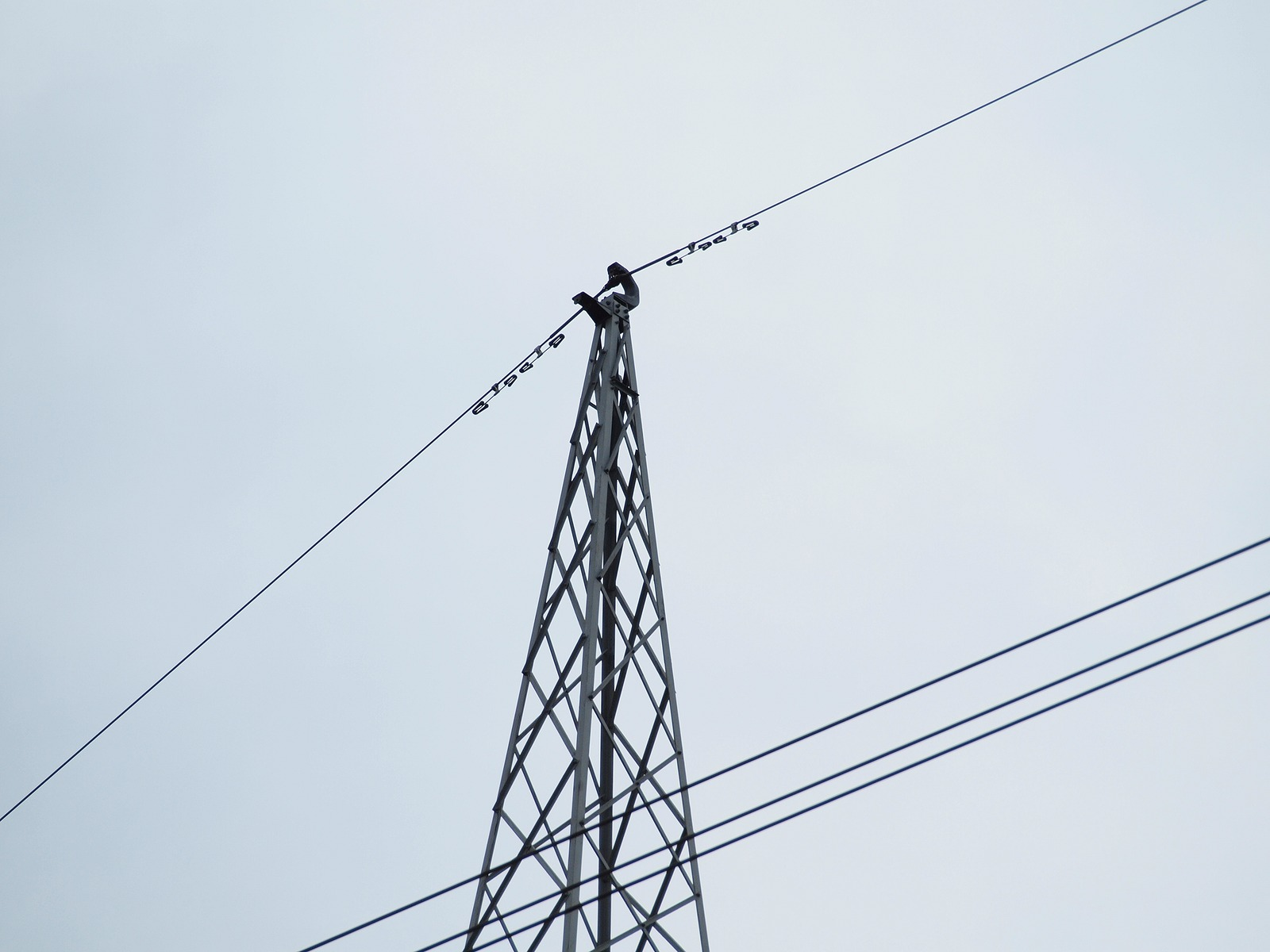
Трос блискавичника на ЛЕП, зазвичай приєднується до верхівки опори